# Fuenlabrada
Fuenlabrada este un oraș în Spania.
Fuenlabrada este un municipiu de Madrid. Este situat la 20 km de Madrid, in zona metropolitana de la capitala Spaniei. Se situeaza pe locul 4 ca numar de populatie dupa Madrid capitala, Mostoles si Alcala de Henares. Numele de Fuenlabrada vine de la o fantana ( fuente= fantana) construita in actualul cartier de Loranca, in sec. XII.Fuenlabrada este unul dintre municipiile mai importante din zona sud de Madrid, unde industria si sectorul comercial sunt motorul principal al municipiului. Fuenlabrada are cea mai mare populatie de tineret din teritoriul national. Aceasta se datoreaza marii emigrari din anii ´80. Daca in anul 1975 Fuenlabrada avea 18.442 de locuitori, la 1 iunie 2004 erau 196.318.Din anul 2006, in luna aprilie mai exact, face parte din categoria marilor municipii din Madrid, datorita dezvoltarii, modernizarii, crearea a multe locuri de munca si datorita bunei convietuiri intre locuitori.

## Personalități născute aici
- Fernando Torres (n. 1984), fotbalist.